# مارخالیسا
مارخالیسا (به اسپانیایی: Marjaliza) یک شهرستان در اسپانیا است که در استان تولدو واقع شده‌است.

## خصوصیات
مارخالیسا ۶۶ کیلومترمربع مساحت و ۳۰۲ نفر جمعیت دارد و ۸۵۳ متر بالاتر از سطح دریا واقع شده‌است.